# Liste des femmes pilotes aux 24 Heures du Mans
66 femmes pilotes se sont engagées sur au moins une édition des 24 Heures du Mans.
46 femmes pilotes ont fini au moins une édition des 24 Heures du Mans. À ce jour, le meilleur classement obtenu par une femme pilote est la 4e place d'Odette Siko en 1932. 10 femmes ont terminé première d'une catégorie, dont une à deux reprises en la personne de Marie-Claude Charmasson, vrai nom de Marie-Claude Beaumont. Lella Lombardi est la seule femme à avoir couru à la fois aux 24 Heures du Mans et en Formule 1. Lyn St. James, quant à elle, a aussi participé aux 500 miles d'Indianapolis. Christine Dacremont et Michèle Mouton ont participé également au championnat du monde des rallyes, avec 4 victoires en rallye pour cette dernière. Enfin, 10 femmes au total ont participé à la fois aux 24 Heures du Mans, aux 12 Heures de Sebring et aux 24 Heures de Daytona : il s'agit de Desiré Wilson, Lyn St. James, Claudia Hürtgen, Milka Duno, Rahel Frey, Christina Nielsen, Michelle Gatting, Tatiana Calderón, Sarah Bovy et Lilian Bryner ; seule cette dernière a terminé dans les dix premiers sur les trois épreuves.

## Pilotes

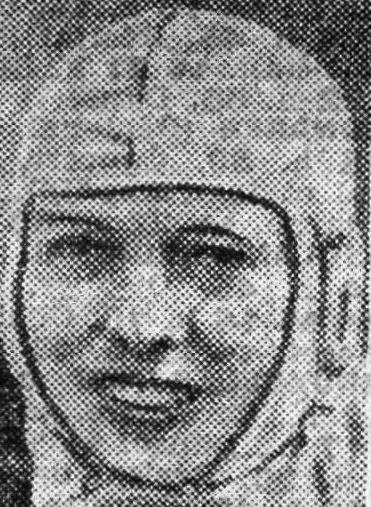
Odette Siko en 1934.

| Nom                         | Pays           | Années                      | Départs | Meilleur résultat | Victoires | Top 10 | Victoires en catégorie |
| --------------------------- | -------------- | --------------------------- | ------- | ----------------- | --------- | ------ | ---------------------- |
| Odette Siko                 | France         | 1930-1933                   | 4       | 4e                | 0         | 2      | 1                      |
| Marguerite Mareuse          | France         | 1930-1931                   | 2       | 7e                | 0         | 1      | 0                      |
| Joan Chetwynd (de)          | Royaume-Uni    | 1931                        | 1       | Abd.              | 0         | 0      | 0                      |
| Elsie Wisdom (en)           | Royaume-Uni    | 1933, 1935, 1938            | 3       | Abd.              | 0         | 0      | 0                      |
| Marie Desprez (de)          | France         | 1933                        | 1       | Abd.              | 0         | 0      | 0                      |
| Anne-Cecile Rose-Itier      | France         | 1934-1935, 1937-1939        | 5       | 12e               | 0         | 0      | 0                      |
| Kay Petre (en)              | Canada         | 1934-1935, 1937             | 3       | 13e               | 0         | 0      | 0                      |
| Stewart Gwenda Hawkes (en)  | Royaume-Uni    | 1934-1935                   | 2       | Abd.              | 0         | 0      | 0                      |
| Dorothy Champney (en)       | Royaume-Uni    | 1934                        | 1       | 13e               | 0         | 0      | 0                      |
| Joan Richmond (en)          | Australie      | 1935, 1937                  | 2       | 14e               | 0         | 0      | 0                      |
| Gordon Simpson              | Royaume-Uni    | 1935                        | 1       | 24e               | 0         | 0      | 0                      |
| Doreen Evans                | Royaume-Uni    | 1935                        | 1       | 25e               | 0         | 0      | 0                      |
| Barbara Skinner             | Royaume-Uni    | 1935                        | 1       | 25e               | 0         | 0      | 0                      |
| Collen Eaton                | Royaume-Uni    | 1935                        | 1       | 26e               | 0         | 0      | 0                      |
| Margaret Allen (en)         | Royaume-Uni    | 1935                        | 1       | 26e               | 0         | 0      | 0                      |
| Suzanne Largeot             | France         | 1937-1939                   | 3       | 12e               | 0         | 0      | 1                      |
| Dorothy Stanley-Turner (en) | Royaume-Uni    | 1937                        | 1       | 16e               | 0         | 0      | 0                      |
| Joan Riddell                | Royaume-Uni    | 1937                        | 1       | 16e               | 0         | 0      | 0                      |
| Marjorie Eccles (de)        | Royaume-Uni    | 1937                        | 1       | Abd.              | 0         | 0      | 0                      |
| Germaine Rouault            | France         | 1938, 1950                  | 2       | Abd.              | 0         | 0      | 0                      |
| Marjorie Fawcett            | Royaume-Uni    | 1938                        | 1       | 13e               | 0         | 0      | 0                      |
| Fernande Roux               | France         | 1938                        | 1       | Abd.              | 0         | 0      | 0                      |
| Viviane Elder               | France         | 1949                        | 1       | Abd.              | 0         | 0      | 0                      |
| Yvonne Simon                | France         | 1950-1951                   | 2       | 15e               | 0         | 0      | 0                      |
| Régine Gordine              | France         | 1950                        | 1       | Abd.              | 0         | 0      | 0                      |
| Betty Haig                  | Royaume-Uni    | 1951                        | 1       | 15e               | 0         | 0      | 0                      |
| Gilberte Thirion            | Belgique       | 1954                        | 0       | -                 | -         | -      | -                      |
| Marie-Claude Beaumont       | France         | 1971-1976                   | 6       | 12e               | 0         | 0      | 1                      |
| Christine Beckers           | Belgique       | 1973-1974, 1976-1977        | 4       | 11e               | 0         | 0      | 1                      |
| Anne-Charlotte Verney       | France         | 1974-1983                   | 10      | 6e                | 0         | 1      | 1                      |
| Yvette Fontaine             | Belgique       | 1974-1975                   | 2       | 11e               | 0         | 0      | 1                      |
| Martine Rénier              | France         | 1974, 1978                  | 2       | 13e               | 0         | 0      | 0                      |
| Marie Laurent (de)          | France         | 1974                        | 1       | 17e               | 0         | 0      | 1                      |
| Lella Lombardi              | Italie         | 1975-1977, 1980             | 4       | 11e               | 0         | 0      | 0                      |
| Christine Dacremont         | France         | 1975-1978                   | 4       | 20e               | 0         | 0      | 1                      |
| Marianne Hoepfner           | France         | 1975, 1977-1978, 1980       | 4       | 21e               | 0         | 0      | 1                      |
| Corinne Tarnaud             | France         | 1975                        | 1       | 11e               | 0         | 0      | 0                      |
| Michèle Mouton              | France         | 1975                        | 1       | 21e               | 0         | 0      | 1                      |
| Anna Cambiaghi (de)         | Italie         | 1977                        | 1       | Abd.              | 0         | 0      | 0                      |
| Juliette Slaughter          | Royaume-Uni    | 1978                        | 1       | Abd.              | 0         | 0      | 0                      |
| Desiré Wilson               | Afrique du Sud | 1982-1983, 1991             | 3       | 7e                | 0         | 1      | 0                      |
| Margie Smith-Haas           | États-Unis     | 1984-1985                   | 2       | Abd.              | 0         | 0      | 0                      |
| Lyn St. James               | États-Unis     | 1989, 1991                  | 2       | Abd.              | 0         | 0      | 0                      |
| Cathy Muller                | France         | 1991                        | 1       | Abd.              | 0         | 0      | 0                      |
| Tomiko Yoshikawa (en)       | Japon          | 1992-1994                   | 3       | 15e (N. c.)       | 0         | 0      | 0                      |
| Lilian Bryner               | Suisse         | 1993-1995, 1997             | 4       | 9e                | 0         | 1      | 0                      |
| Claudia Hürtgen             | Allemagne      | 1997-1999, 2001             | 4       | 13e               | 0         | 0      | 0                      |
| Vanina Ickx                 | Belgique       | 2001, 2003, 2005, 2008-2011 | 7       | 7e                | 0         | 1      | 0                      |
| Milka Duno                  | Venezuela      | 2001-2002                   | 2       | Abd.              | 0         | 0      | 0                      |
| Liz Halliday (en)           | États-Unis     | 2005-2007                   | 3       | 19e               | 0         | 0      | 0                      |
| Amanda Stretton (en)        | Royaume-Uni    | 2008                        | 1       | Abd.              | 0         | 0      | 0                      |
| Rahel Frey                  | Suisse         | 2010, 2019-2024             | 7       | 30e               | 0         | 0      | 0                      |
| Natacha Gachnang            | Suisse         | 2010, 2013                  | 2       | 11e               | 0         | 0      | 0                      |
| Cyndie Allemann             | Suisse         | 2010                        | 1       | Abd.              | 0         | 0      | 0                      |
| Andrea Robertson            | États-Unis     | 2011                        | 1       | 26e               | 0         | 0      | 0                      |
| Keiko Ihara (en)            | Japon          | 2012-2014                   | 3       | 14e               | 0         | 0      | 0                      |
| Christina Nielsen           | Danemark       | 2016-2018                   | 3       | 34e               | 0         | 0      | 0                      |
| Inès Taittinger             | France         | 2016                        | 1       | Abd.              | 0         | 0      | 0                      |
| Michelle Gatting            | Danemark       | 2019-2024                   | 6       | 30e               | 0         | 0      | 0                      |
| Manuela Gostner             | Italie         | 2019-2020                   | 2       | 34e               | 0         | 0      | 0                      |
| Sophia Flörsch              | Allemagne      | 2020-2022                   | 3       | 13e               | 0         | 0      | 0                      |
| Tatiana Calderón            | Colombie       | 2020-2021                   | 2       | 13e               | 0         | 0      | 0                      |
| Beitske Visser              | Pays-Bas       | 2020-2021                   | 2       | 13e               | 0         | 0      | 0                      |
| Sarah Bovy                  | Belgique       | 2021-2024                   | 4       | 30e               | 0         | 0      | 0                      |
| Lilou Wadoux                | France         | 2022-2023                   | 2       | 13e               | 0         | 0      | 0                      |
| Doriane Pin                 | France         | 2023                        | 1       | Abd.              | 0         | 0      | 0                      |

### Par pays
| Pays           | Premier | Pilotes | Départs | Top 10 | Victoire en catégorie |
| -------------- | ------- | ------- | ------- | ------ | --------------------- |
| France         | 1930    | 22      | 56      | 4      | 8                     |
| Royaume-Uni    | 1931    | 16      | 19      | 0      | 0                     |
| Belgique       | 1954    | 5       | 17      | 1      | 2                     |
| Suisse         | 1993    | 4       | 14      | 1      | 0                     |
| États-Unis     | 1984    | 4       | 8       | 0      | 0                     |
| Italie         | 1975    | 3       | 7       | 0      | 0                     |
| Danemark       | 2016    | 2       | 9       | 0      | 0                     |
| Japon          | 1992    | 2       | 6       | 0      | 0                     |
| Allemagne      | 1997    | 2       | 7       | 0      | 0                     |
| Afrique du Sud | 1982    | 1       | 3       | 1      | 0                     |
| Canada         | 1934    | 1       | 3       | 0      | 0                     |
| Australie      | 1935    | 1       | 2       | 0      | 0                     |
| Venezuela      | 2001    | 1       | 2       | 0      | 0                     |
| Colombie       | 2020    | 1       | 2       | 0      | 0                     |
| Pays-Bas       | 2020    | 1       | 2       | 0      | 0                     |

## Équipages féminins
23 équipages féminins ont participé aux 24 Heures du Mans. 15 ont terminé l'épreuve et deux ont fini premier dans leur catégorie, en 1974 et 1975.
| Année | Équipe                              | Pilotes                                               | Voiture                      | Classement       | Classement dans la classe |
| ----- | ----------------------------------- | ----------------------------------------------------- | ---------------------------- | ---------------- | ------------------------- |
| 1930  | Mme Mareuse                         | Marguerite Mareuse Odette Siko                        | Bugatti Type 40              | 7e               | 2e                        |
| 1931  | Mme Mareuse                         | Marguerite Mareuse Odette Siko                        | Bugatti Type 40              | Disqualification | Disqualification          |
| 1934  | Miss D. Champney                    | Dorothy Champney Kay Petre                            | Riley Nine Ulster Imp        | 13e              | 5e                        |
| 1935  | Captain G. E. T. Eyston             | Gordon Simpson Joan Richmond                          | MG PA Midget                 | 24e              | 9e                        |
| 1935  | Captain G. E. T. Eyston             | Doreen Evans Barbara Skinner                          | MG PA Midget                 | 25e              | 10e                       |
| 1935  | Captain G. E. T. Eyston             | Margaret Allen Collen Eaton                           | MG PA Midget                 | 26e              | 11e                       |
| 1935  | Riley Motor Company                 | Elsie Wisdom Kaye Petre                               | Riley Nine MPH Six Racing    | Abandon          | Abandon                   |
| 1937  | G. E. T. Eyston                     | Dorothy Stanley-Turner Joan Riddell                   | MG PB Midget                 | 16e              | 4e                        |
| 1938  | Mmes Roux et Rouault                | Fernande Roux Germaine Rouault                        | Amilcar G36 Pegase Special   | Abandon          | Abandon                   |
| 1939  | Mme. A. Itier                       | Anne-Cecile Rose-Itier Suzanne Largeot                | Simca Huit                   | Abandon          | Abandon                   |
| 1950  | Rouault et Gordine                  | Germaine Rouault Régine Gordine                       | Simca-Gordini TMM            | Abandon          | Abandon                   |
| 1951  | Luigi Chinetti                      | Betty Haig Yvonne Simon                               | Ferrari 166MM Berlinetta     | 15e              | 3e                        |
| 1974  | "Christine" - Ecurie Seiko          | Christine Beckers Marie Laurent Yvette Fontaine       | Chevron B 23                 | 17e              | 1re                       |
| 1975  | Anne-Charlotte Verney               | Anne-Charlotte Verney Yvette Fontaine Corinne Tarnaud | Porsche 911 Carrera RS       | 11e              | 6e                        |
| 1975  | Société Esso                        | Christine Dacremont Michèle Mouton Marianne Hoepfner  | Moynet LM75                  | 21e              | 1re                       |
| 1975  | Elf Switzerland                     | Marie-Claude Beaumont Lella Lombardi                  | Renault Alpine A441          | Abandon          | Abandon                   |
| 1976  | Aseptogyl                           | Christine Dacremont Lella Lombardi                    | Lancia Stratos               | 20e              | 2e                        |
| 1977  | Inaltera                            | Christine Beckers Lella Lombardi                      | Inaltera LM77                | 11e              | 4e                        |
| 1977  | Team Esso Aseptogyl                 | Christine Dacremont Marianne Hoepfner                 | Lancia Stratos               | Abandon          | Abandon                   |
| 1978  | WM A.E.R.E.M. / Team Esso Aseptogyl | Christine Dacremont Marianne Hoepfner                 | WM P76 / Peugeot             | Abandon          | Abandon                   |
| 1991  | Euro Racing A.O. Racing             | Lyn St. James Desiré Wilson Cathy Muller              | Spice SE90C / Ford           | Abandon          | Abandon                   |
| 2010  | Matech Competition                  | Natacha Gachnang Cyndie Allemann Rahel Frey           | Ford GT                      | Abandon          | Abandon                   |
| 2019  | Kessel Racing                       | Rahel Frey Michelle Gatting Manuela Gostner           | Ferrari 488 GTE              | 39e              | 9e                        |
| 2020  | Iron Lynx                           | Rahel Frey Michelle Gatting Manuela Gostner           | Ferrari 488 GTE Evo          | 34e              | 9e                        |
| 2020  | Richard Mille Racing Team           | Tatiana Calderón Sophia Flörsch Beitske Visser        | Oreca 07                     | 13e              | 9e                        |
| 2021  | Iron Lynx                           | Rahel Frey Michelle Gatting Sarah Bovy                | Ferrari 488 GTE Evo          | 36e              | 9e                        |
| 2021  | Richard Mille Racing Team           | Tatiana Calderón Sophia Flörsch Beitske Visser        | Oreca 07                     | Abandon          | Abandon                   |
| 2022  | Iron Dames                          | Rahel Frey Michelle Gatting Sarah Bovy                | Ferrari 488 GTE Evo          | 40e              | 7e                        |
| 2023  | Iron Dames                          | Rahel Frey Michelle Gatting Sarah Bovy                | Porsche 911 RSR-19           | 30e              | 4e                        |
| 2024  | Iron Dames                          | Rahel Frey Michelle Gatting Sarah Bovy                | Lamborghini Huracán GT3 Evo2 | 32e              | 5e                        |

## Records
- Plus de départ : Anne-Charlotte Verney avec 10 participations.
- Meilleur classement : Odette Siko, 4e en 1932.
- Plus de femmes pilotes au départ : 10 femmes au départ en 1935.
- Plus d’équipes féminines : 4 équipes, toujours en 1935.
- Même équipage ayant le plus de départ : 4 participations avec Rahel Frey, Michelle Gatting et Sarah Bovy.

## Galerie

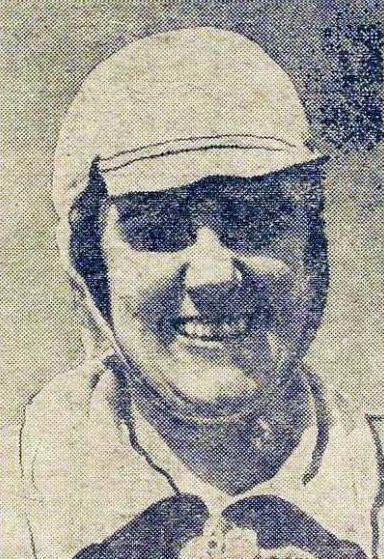
Marguerite Mareuse, en 1931.
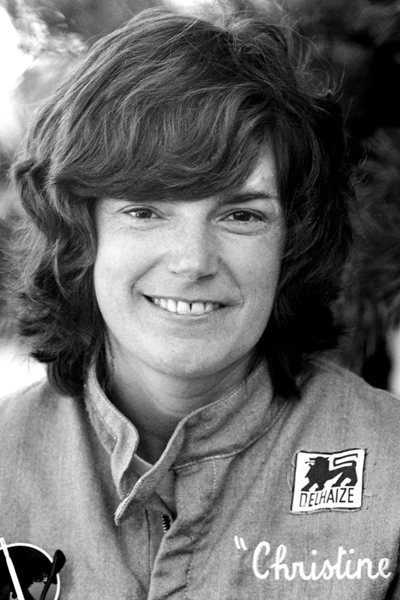
Christine Beckers, en 1978.
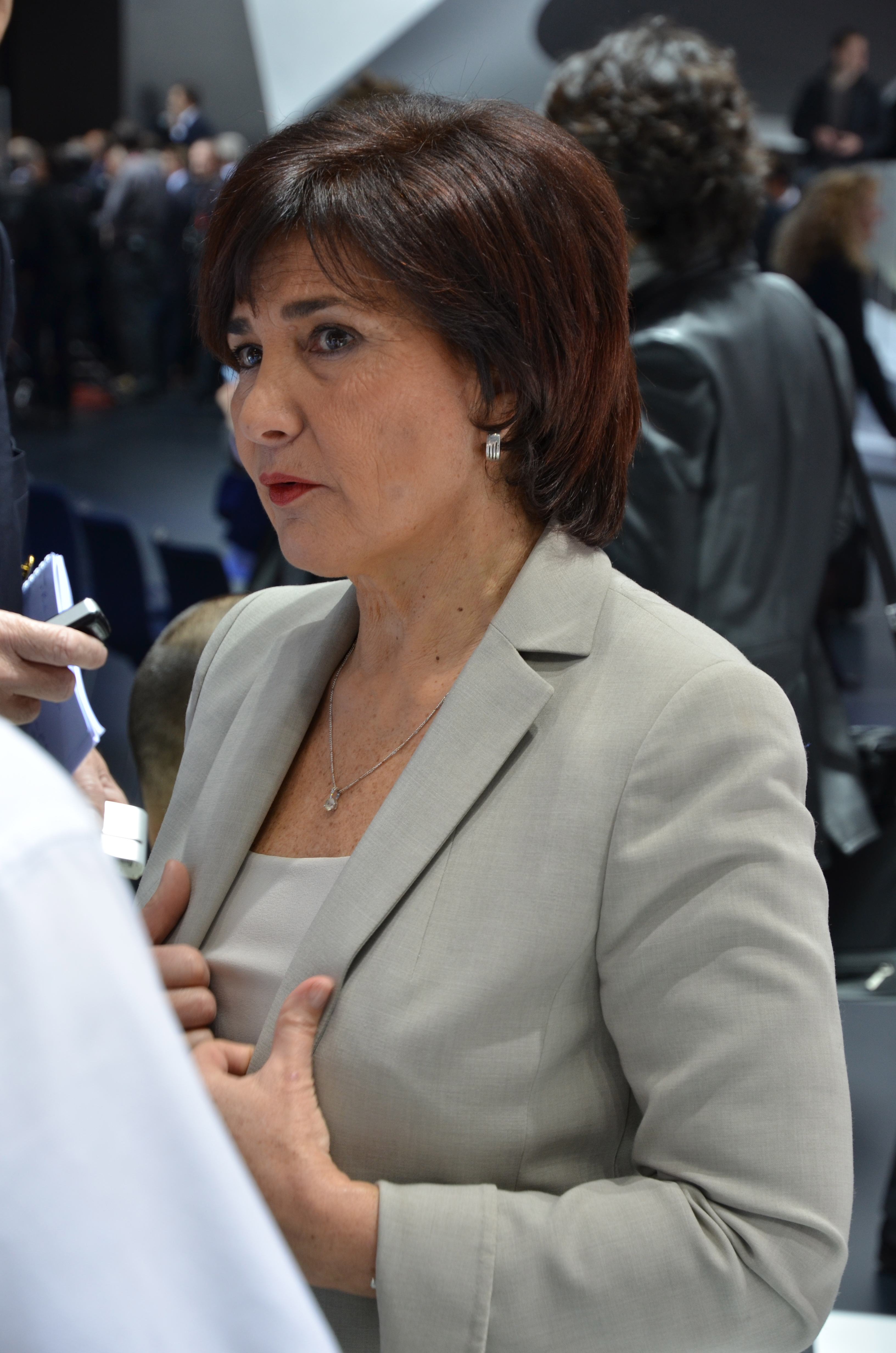
Michèle Mouton, en 2011.
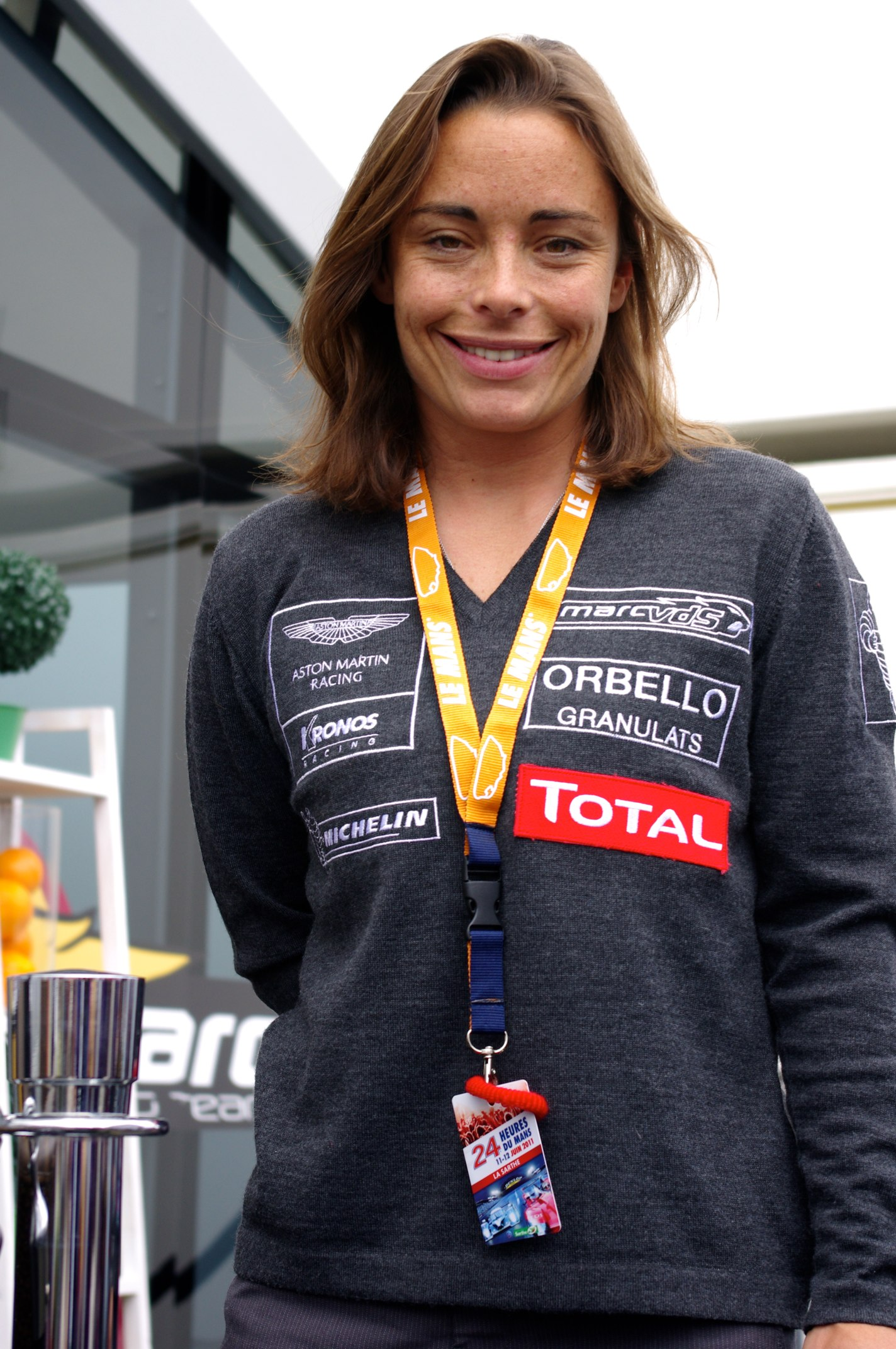
Vanina Ickx, également en 2011.
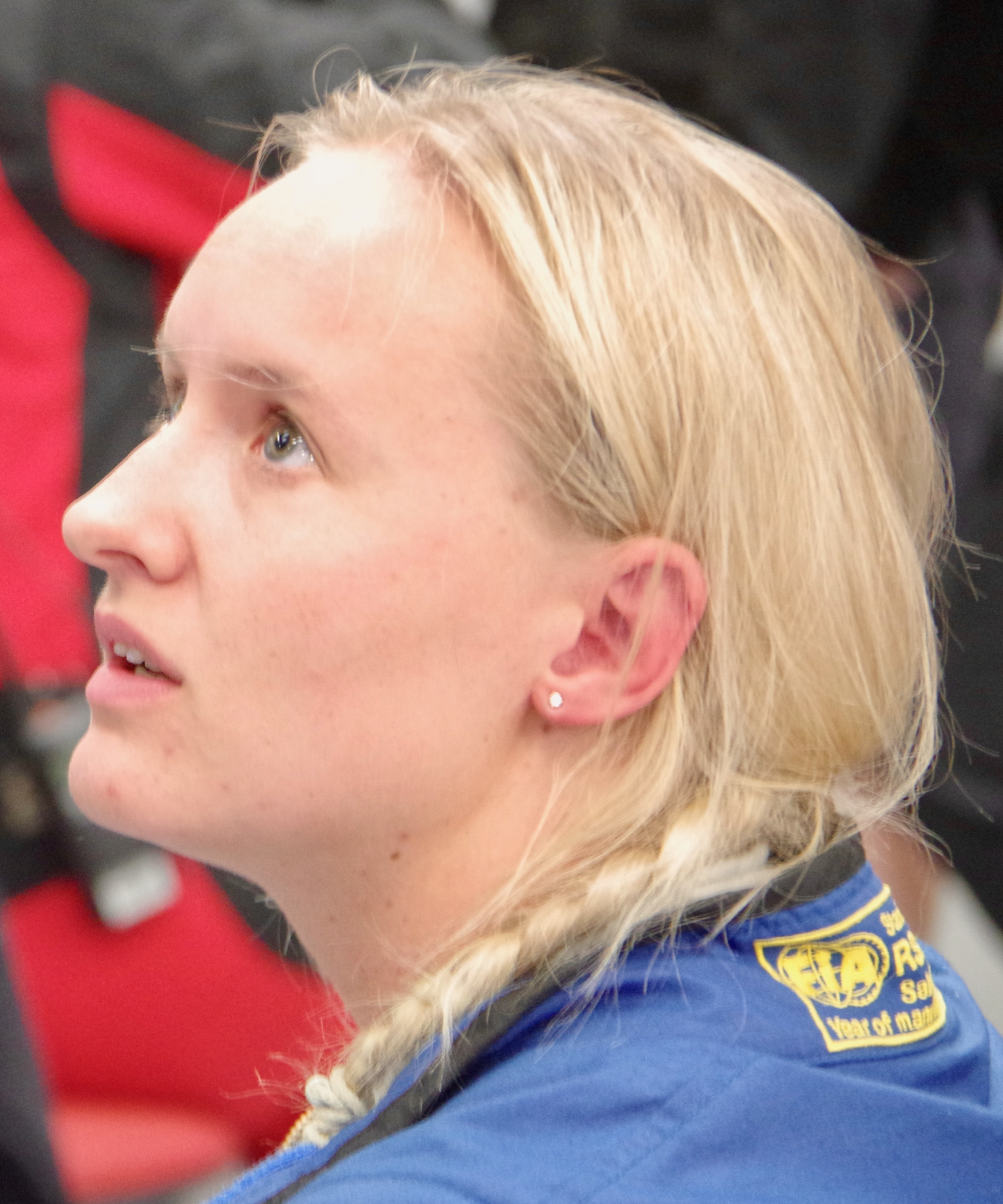
Michelle Gatting, en 2019.
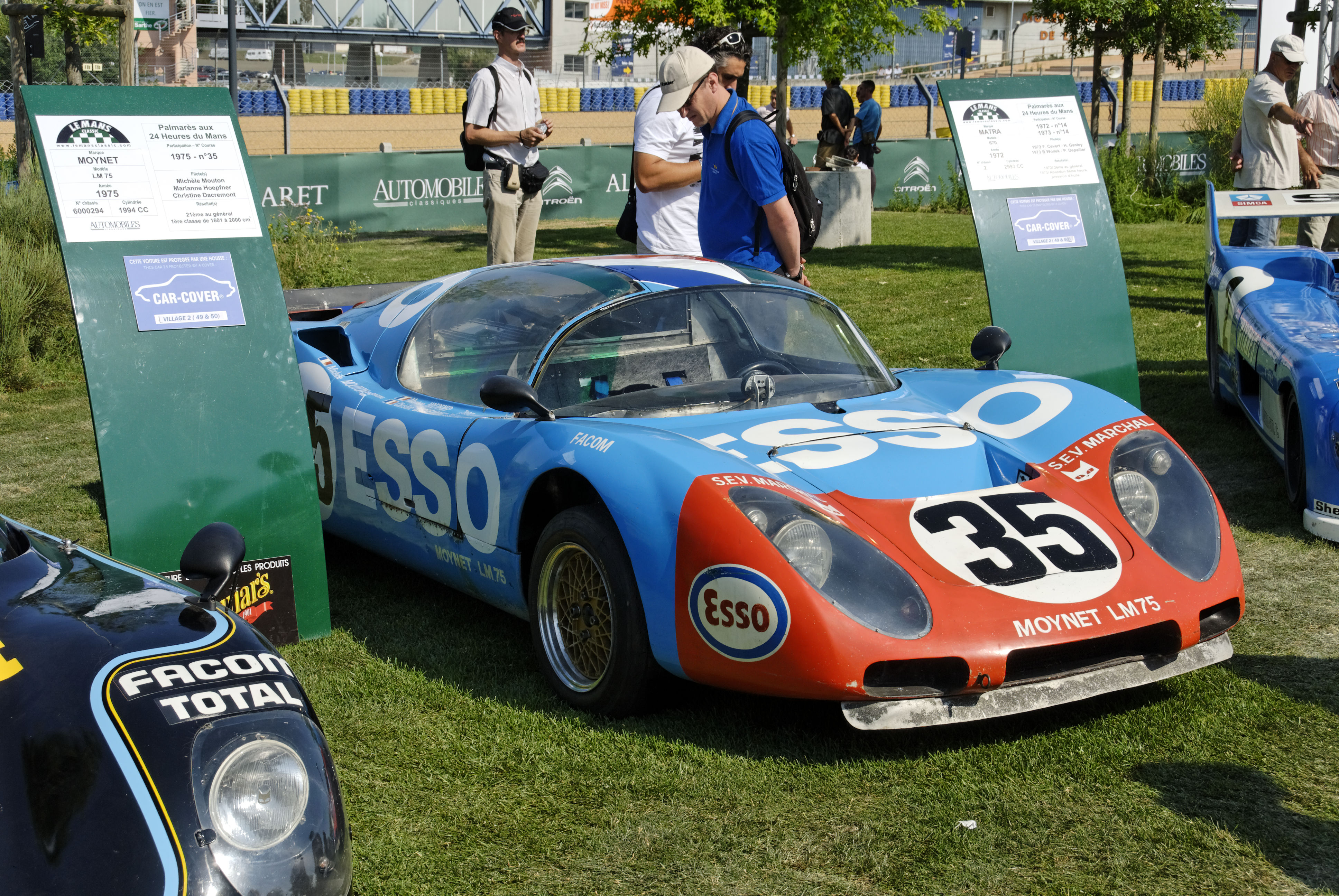
Dacremon, Mouton et Hoepfner ont fini première dans leur catégorie lors des 24 Heures du Mans 1975.